# Franckeus minckleyi
Espèce
Synonymes
- Vaejovis minckleyi Williams, 1968

Franckeus minckleyi est une espèce de scorpions de la famille des Vaejovidae.

## Distribution
Cette espèce est endémique du Coahuila au Mexique. Elle se rencontre vers Cuatro Ciénegas.

## Description
Le mâle holotype mesure 62,5 mm et la femelle paratype 56,6 mm.

## Systématique et taxinomie
Cette espèce a été décrite sous le protonyme Vaejovis minckleyi par Williams en 1968. Elle est placée dans le genre Franckeus par Soleglad et Fet en 2005.

## Étymologie
Cette espèce est nommée en l'honneur de Wendell Lee Minckley.

## Publication originale
- Williams, 1968 : « Scorpions from northern Mexico: Five new species of Vejovis from Coahuila, Mexico. » Occasional Papers California Academy of Sciences, vol. 68, p. 1-24 (texte intégral).